# Vuelta a Venezuela 2017
La 54ª edición de la Vuelta Ciclista a Venezuela, se disputó entre el 17 de octubre al 5 de noviembre de 2017.
La carrera integra el calendario americano, siendo la segunda carrera del UCI America Tour 2018 bajo la categoría 2.2. El recorrido total fue de 1690,8 km distribuidos en 10 etapas e inició con un circuito en la ciudad de Valera en el estado Trujillo y finalizó con un circuito en la ciudad de Maturín en el estado Monagas.

## Equipos participantes
| Equipos                                  |
| ---------------------------------------- |
| Vzla País de Futuro Fina Arroz           |
| Banco Bicentenario Gob Yaracuy Trek      |
| Team Carabobo                            |
| J.H.S Grupo                              |
| Fundación Disjogreca On Bike             |
| Policía Trujillo Gobernac Trujillo       |
| Gob Boliv Zulia Lotería del Zulia        |
| Fundación Ángel Pulgar                   |
| Bic Castilla FedeIndustrias Fundey       |
| Emastru Café F Patria Gob Boliv Trujillo |

| Equipos           | Cód. UCI | Categoría |
| ----------------- | -------- | --------- |
| JB Ropa Deportiva | JBC      |           |

## Etapas
| Etapa      | Fecha     | Recorrido                     | type                   | Distancia (km) | Ganador           | Líder             |
| ---------- | --------- | ----------------------------- | ---------------------- | -------------- | ----------------- | ----------------- |
| 1.ª etapa  | 27 de oct | Valera – Timotes              | etapa de media montaña | 111,3          | Yonathan Monsalve | Yonathan Monsalve |
| 2.ª etapa  | 28 de oct | Trujillo – Barquisimeto       | etapa escarpada        | 208,7          | Xavier Quevedo    | Yonathan Monsalve |
| 3.ª etapa  | 29 de oct | Cabudare – Guanare            | etapa llana            | 157,6          | Luis Gómez        | Yonathan Monsalve |
| 4.ª etapa  | 30 de oct | Municipio Ospino – San Felipe | etapa llana            | 185,7          | Leonel Quintero   | Yonathan Monsalve |
| 5.ª etapa  | 31 de oct | San Felipe – Guacara          | etapa llana            | 151,6          | Iván Mateus       | Yonathan Monsalve |
| 6.ª etapa  | 1 de nov  | Cagua – Altagracia de Orituco | etapa llana            | 191,7          | Ángel Pulgar      | Yonathan Monsalve |
| 7.ª etapa  | 2 de nov  | Parroquia Guanape – Cantaura  | etapa llana            | 210,8          | Arthur García     | Yonathan Monsalve |
| 8.ª etapa  | 3 de nov  | Anaco – Cumaná                | etapa escarpada        | 171,7          | Rafael Medina     | Carlos Torres     |
| 9.ª etapa  | 4 de nov  | Cumaná – Maturín              | etapa llana            | 215,3          | Pedro Gutiérrez   | Carlos Torres     |
| 10.ª etapa | 5 de nov  | Maturín – Maturín             | etapa llana            | 86,4           | Xavier Quevedo    | Carlos Torres     |

## Clasificaciones

### Clasificación general
| \| Clasificación general \| Clasificación general \| Clasificación general \| Clasificación general \| Clasificación general \| \| Ciclista \| Ciclista \| Equipo \| Tiempo \| \| \| --------------------- \| --------------------- \| ----------------------------------------------- \| --------------------- \| --------------------- \| \| 1.º \| Carlos Torres \| JHS Grupo \| 39 h 55 min 57 s \| \| \| 2.º \| Anderson Paredes \| JB Ropa Deportiva \| + 29 s \| \| \| 3.º \| Rodolfo Fernández \| Bic Castilla FedeIndustrias Fundey \| + 1 min 05 s \| \| \| 4.º \| Rafael Medina \| Fundación Ángel Pulgar-Global Energy-Gran Chivo \| + 2 min 20 s \| \| \| 5.º \| Manuel Medina \| JHS Grupo \| + 5 min 27 s \| \| \| 6.º \| Arthur García \| Gobierno de Yaracuy-Banco Bicentenario \| + 5 min 34 s \| \| \| 7.º \| Manuel Briceño \| Fundación Ángel Pulgar-Global Energy-Gran Chivo \| + 5 min 55 s \| \| \| 8.º \| Luis Pinto \| \| + 6 min 10 s \| \| \| 9.º \| Iván Mateus \| JB Ropa Deportiva \| + 6 min 17 s \| \| \| 10.º \| Kevin Sepúlveda \| JB Ropa Deportiva \| + 6 min 55 s \| \| |                   |                                                 |                  |
| |                   |                                                 |                  |
| |                   |                                                 |                  |
| Clasificación general |                   |                                                 |                  |
| Ciclista | Ciclista          | Equipo                                          | Tiempo           |
| 1.º | Carlos Torres     | JHS Grupo                                       | 39 h 55 min 57 s |
| 2.º | Anderson Paredes  | JB Ropa Deportiva                               | + 29 s           |
| 3.º | Rodolfo Fernández | Bic Castilla FedeIndustrias Fundey              | + 1 min 05 s     |
| 4.º | Rafael Medina     | Fundación Ángel Pulgar-Global Energy-Gran Chivo | + 2 min 20 s     |
| 5.º | Manuel Medina     | JHS Grupo                                       | + 5 min 27 s     |
| 6.º | Arthur García     | Gobierno de Yaracuy-Banco Bicentenario          | + 5 min 34 s     |
| 7.º | Manuel Briceño    | Fundación Ángel Pulgar-Global Energy-Gran Chivo | + 5 min 55 s     |
| 8.º | Luis Pinto        |                                                 | + 6 min 10 s     |
| 9.º | Iván Mateus       | JB Ropa Deportiva                               | + 6 min 17 s     |
| 10.º | Kevin Sepúlveda   | JB Ropa Deportiva                               | + 6 min 55 s     |

### Clasificación por puntos
| Posición | Ciclista       | Equipo                              | Puntos |
|          | Xavier Quevedo | Banco Bicentenario Gob Yaracuy Trek | 145    |
| 2        | Miguel Ubeto   | Vzla País de Futuro Fina Arroz      | 139    |
| 3        | Luis Gómez     | Team Carabobo                       | 130    |

### Clasificación de la montaña
| Posición | Ciclista         | Equipo                             | Puntos |
|          | Manuel Medina    | J.H.S Grupo                        | 14     |
| 2        | Leonel Quintero  | Bic Castilla FedeIndustrias Fundey | 12     |
| 3        | Fernando Briceño | JB Ropa Deportiva                  | 12     |

### Clasificación de los sprints
| Posición | Ciclista        | Equipo                              | Puntos |
|          | Leonel Quintero | Bic Castilla FedeIndustrias Fundey  | 39     |
| 2        | Ángel Rivas     | Banco Bicentenario Gob Yaracuy Trek | 34     |
| 3        | Luis Gómez      | Team Carabobo                       | 30     |

### Clasificación de Sub-23
| Posición | Ciclista         | Equipo                             | Tiempo    |
|          | Anderson Paredes | JB Ropa Deportiva                  | 39:56:26  |
| 2        | Luis Pinto       | Bic Castilla FedeIndustrias Fundey | +00:05:41 |
| 3        | Jatniel Figueroa | Vzla País de Futuro Fina Arroz     | +00:13:19 |

### Clasificación por equipos
| Posición | Equipo                              | Tiempo    |
|          | JB Ropa Deportiva                   | 119:49:02 |
| 2        | Banco Bicentenario Gob Yaracuy Trek | +00:08:03 |
| 3        | Fundación Ángel Pulgar              | +00:13:19 |

## Evolución de las clasificaciones
| Etapa                   | Vencedor                | Clasificación general | Clasificación por puntos | Clasificación de la montaña | Clasificación de los jóvenes | Clasificación de los sprints | Clasificación por equipos |
| ----------------------- | ----------------------- | --------------------- | ------------------------ | --------------------------- | ---------------------------- | ---------------------------- | ------------------------- |
| 1.ª                     | Jonathan Monsalve       | Jonathan Monsalve     | Jonathan Monsalve        | Jonathan Monsalve           | Anderson Paredes             | Miguel Ubeto                 | JB Ropa Deportiva         |
| 2.ª                     | Xavier Quevedo          | Jonathan Monsalve     | Jonathan Monsalve        | Jonathan Monsalve           | Anderson Paredes             | Miguel Ubeto                 | JB Ropa Deportiva         |
| 3.ª                     | Luis Gómez              | Jonathan Monsalve     | Luis Gómez               | Jonathan Monsalve           | Anderson Paredes             | Miguel Ubeto                 | JB Ropa Deportiva         |
| 4.ª                     | Leonel Quintero         | Jonathan Monsalve     | Leonel Quintero          | Jonathan Monsalve           | Anderson Paredes             | Leonel Quintero              | JB Ropa Deportiva         |
| 5.ª                     | Iván Mateus             | Jonathan Monsalve     | Leonel Quintero          | Jonathan Monsalve           | Anderson Paredes             | Leonel Quintero              | JB Ropa Deportiva         |
| 6.ª                     | Ángel Pulgar            | Jonathan Monsalve     | Miguel Ubeto             | Jonathan Monsalve           | Anderson Paredes             | Leonel Quintero              | JB Ropa Deportiva         |
| 7.ª                     | Arthur García           | Jonathan Monsalve     | Leonel Quintero          | Jonathan Monsalve           | Anderson Paredes             | Leonel Quintero              | JB Ropa Deportiva         |
| 8.ª                     | Rafael Medina           | Carlos Torres         | Leonel Quintero          | Jonathan Monsalve           | Anderson Paredes             | Leonel Quintero              | JB Ropa Deportiva         |
| 9.ª                     | Pedro Gutiérrez         | Carlos Torres         | Miguel Ubeto             | Manuel Medina               | Anderson Paredes             | Leonel Quintero              | JB Ropa Deportiva         |
| 10.ª                    | Xavier Quevedo          | Carlos Torres         | Xavier Quevedo           | Manuel Medina               | Anderson Paredes             | Leonel Quintero              | JB Ropa Deportiva         |
| Clasificaciones finales | Clasificaciones finales | Carlos Torres         | Xavier Quevedo           | Manuel Medina               | Anderson Paredes             | Leonel Quintero              | JB Ropa Deportiva         |

- Datos: Q42419359